# Amblystegium hispidulum
Amblystegium hispidulum là một loài rêu trong họ Amblystegiaceae. Loài này được Brid. Kindb. mô tả khoa học đầu tiên năm 1883.